# 艾佛·畢斯
艾佛·莫沙·畢斯（英語：Alfred Mosher Butts，1899年4月13日—1993年4月4日），是一名美国建筑师，因在1938年發明著名桌上遊戲Scrabble而成名。

## 生平
畢斯在1899年於纽约波啟浦夕出生，父親為律師，母親是高中教师。艾佛於當地的高中讀書並於1917年畢業。1924年於宾夕法尼亚大学取得建築學位。他亦是業餘艺术家，其中六件畫作更獲得紐約大都會藝術博物館購入

## Scrabble
在1930年初期，曾任職建築師的畢斯面臨失業賦閒在家，於是他計劃設計一個圖版遊戲。他研究過當存的遊戲並分為3個類別：第一類為數字遊戲，如骰子遊戲及Bingo等；第二類為移動類遊戲，如象棋和跳棋；第三類則為文字遊戲如拼字。他最終的設計混合了1920年代流行的拼字及填字游戏。
游戲中各字母的字塊數量和分數是按照畢斯在纽约时报等文本上做的频率分析而定。「S」雖然是使用頻率最高的字母，但由於其驚人的造字能力及連接字尾的能力，畢斯只在遊戲中設置4個S，令遊戲的難度增加。因此，在專業Scrabble玩家眼中，S的重要性為眾字母中最高，僅次於「百搭」。
畢斯是所居的杰克逊高地社區正是他發明Scrabble之地點，為紀念畢斯，該區35號大道（35th Avenue）和81號（81st Street）交界處的街道牌參考了Scrabble字塊風格，於字母的右下方標上了對應分數。

## 外部連結
- Picture of Alfred Mosher Butts
- Stanford Free Library （页面存档备份，存于）